# Машинист (фильм, 1956)
«Машинист» (итал. Il ferroviere) — фильм итальянского актёра и режиссёра Пьетро Джерми.

## Сюжет
Инженер-железнодорожник Андреа Маркоччи работает со своим напарником и другом Джиджи Ливерани в течение тридцати лет. После рабочего дня они вместе попивают вино со своими друзьями в баре, принадлежащем бывшему железнодорожнику Уго. Андреа женат на Саре, и его маленький сын Сандро очень близок с ним; однако у Андреа есть проблемы с его безработным сыном Марчелло и его беременной дочерью Джулией, которая была вынуждена выйти замуж за Ренато Борги. В один из рабочих дней Андреа Маркоччи на пути идущего железнодорожного поезда выбегает самоубийца. Машинист не успевает остановить поезд и переезжает самоубийцу. Маркоччи чувствует себя глубоко затронутым аварией и почти сталкивается с другим поездом. Руководство железнодорожной компания расследует аварию и снимает Андреа с его должности. Подавленный Андреа отказывается участвовать в забастовках итальянских машинистов и выходит на работу, после чего окружающие стали называть его штрейкбрехером. Маркоччи ругается со своей семьёй, после чего и Марчелло, и Джулия уезжают из дома. Спустя некоторое время второй сын, Сандро, навещает своего отца в баре и просит вернуться домой. В канун Рождества Андреа собирает всю семью вместе и возобновляет игру на своей гитаре, после чего умирает в постели.

## В ролях
| Актёр            | Роль            |
| ---------------- | --------------- |
| Пьетро Джерми    | Андреа Маркоччи |
| Луиза Делла Ноче | Сара Маркоччи   |
| Сильва Кошчина   | Джулиа Маркоччи |
| Саро Урдзи       | Джиджи Ливерани |
| Карло Джуффре    | Ренато Борги    |
| Эдуардо Невола   | Сандро Маркоччи |

## Награды и номинации
- Каннский кинофестиваль 1956: Особая премия Международной Католической организации в области кино (OCIC)[3].
- Каннский кинофестиваль 1956: Номинация Золотой пальмовой ветви[3].
- Кинофестиваль в Сан-Себастьяне 1956: Неофициальная премия за лучший фильм на иностранном языке; неофициальная премия лучшей актрисе в фильме на иностранном языке (Луиза Делла Ноче)[4];неофициальная премия за лучшую работу режиссёра в фильме на иностранном языке (Пьетро Джерми)[4]